# Smart Araneta Coliseum
Smart Araneta Coliseum' é uma arena multi-uso localizado nas Filipinas.